# Pentanisia calcicola
Pentanisia calcicola là một loài thực vật có hoa trong họ Thiến thảo. Loài này được Verdc. mô tả khoa học đầu tiên năm 1981.